# سفیدبرفی و شکارچی
سفیدبرفی و شکارچی (به انگلیسی: Snow White and the Huntsman) فیلمی اکشن فانتزی محصول سال ۲۰۱۲ آمریکا به کارگردانی روپرت سندرز است که به عنوان نخستین تجربه این کارگردان به‌شمار می‌رود. فیلم برداشتی متفاوت از داستان متل آلمانی سفیدبرفی اثر برادران گریم است. کریستن استوارت در نقش سفیدبرفی، کریس همسورث شکارچی و شارلیز ترون در نقش ملکه ایفای نقش کرده‌اند.
سفیدبرفی و شکارچی در ۳۰ مه ۲۰۱۲ در انگلستان و ۱ ژوئن ۲۰۱۲ توسط یونیورسال پیکچرز در آمریکا اکران شده است. فیلم در فروش گیشه موفق بود و ۳۹۶ میلیون دلار در سراسر جهان فروش کرد در حالی که ۱۷۰ میلیون دلار بودجه ساخت آن بوده است.  دنبالهٔ آن تحت عنوان شکارچی: جنگ زمستان در ۲۲ آوریل ۲۰۱۶ به کارگردانی سدریک نیکولاس-ترویان به نمایش در آمد، که همسورث، ترون، کلفلین و نیک فراست نقش‌های خود را تکرار کردند.

## خلاصه داستان
در سفید برفی و شکارچی، سفید برفی (کریستن استوارت)، تنها شخصی است که از ملکه شرور (شارلیز ترون)، زیباتر است و به همین دلیل، ملکه قصد کشتن وی را دارد. اما چیزی که ملکه هرگز تصور آن را نمی‌کند، این است که سفیدبرفی تهدیدی برای حکومتش است و توسط یک شکارچی (کریس همسورث)، هنر جنگیدن را فرا می‌گیرد. این در حالی رخ می‌دهد که این شکارچی، پیش از این توسط ملکه، مأمور کشتن سفید برفی شده بود. سام کلافلین نیز در نقش شاهزاده بازی می‌کند که مدت‌ها است مسحور زیبایی سفیدبرفی شده است.

## مشروح داستان
در حالی که ملکه النور از تِیبر با شگفتی به یک گل رز سرخ روشن که در میان زمستانی سفید شکفته بود نگاه می‌کند، انگشتش به خار گل گیر می‌کند. سه قطره خون بر برف می‌چکد و او آرزو می‌کند دختری داشته باشد با پوستی به سپیدی برف، لب‌هایی به سرخی خون، مویی به سیاهی بال‌های زاغ و دلی به استواری همان گل رز.
ملکه دختری به نام سفیدبرفی به دنیا می‌آورد، اما چند سال بعد بیمار می‌شود و می‌میرد. پس از مرگ او، پادشاه مگنوس، پدر سفیدبرفی، به همراه سپاهش با ارتشی از سربازان شیشه‌ای مهاجم می‌جنگند. او در جریان نبرد زنی زندانی به نام راونا را می‌یابد، شیفتهٔ زیبایی‌اش می‌شود و روز بعد با او ازدواج می‌کند.
اما راونا در حقیقت جادوگری قدرتمند است که با ارتش جعلی‌اش توانسته به درون پادشاهی نفوذ کند. شب ازدواج، راونا اعتراف می‌کند که پیش‌تر پادشاهی مانند مگنوس از او سوءاستفاده کرده و رهایش کرده است. سپس پادشاه را می‌کشد و کنترل پادشاهی را در دست می‌گیرد. دوست دوران کودکی سفیدبرفی، ویلیام، و پدرش، دوک هموند، فرار می‌کنند، اما نمی‌توانند او را نجات دهند، و سفیدبرفی سال‌ها در برجی زندانی می‌شود. راونا دلیل اینکه چرا او را نکشته، نمی‌داند، اما حس خاصی نسبت به او دارد.
پادشاهی تِیبر و مردمش زیر سلطهٔ راونا رو به زوال می‌روند. او برای حفظ جوانی خود، که نتیجهٔ افسون دوران کودکی‌اش توسط مادرش است، به‌طور دوره‌ای از جوانی دختران استفاده می‌کند. زمانی که سفیدبرفی به سن بلوغ می‌رسد، آینهٔ جادویی به راونا می‌گوید که او تنها کسی‌ست که می‌تواند نابودش کند، مگر اینکه قلب سفیدبرفی را بخورد، که در آن صورت جاودانه خواهد شد.
راونا برادرش فین را برای آوردن شاهدخت می‌فرستد، اما سفیدبرفی به جنگل تاریک می‌گریزد؛ جایی که قدرت راونا در آن کار نمی‌کند. ملکه با اریک شکارچی، بیوه‌مردی دائم‌الخمر، معامله‌ای می‌کند تا سفیدبرفی را برایش بیاورد و در ازای آن همسرش را زنده کند. اما وقتی فین فاش می‌کند که راونا در واقع توان بازگرداندن مردگان را ندارد، شکارچی به سفیدبرفی کمک می‌کند تا فرار کند. دوک هموند و ویلیام درمی‌یابند که سفیدبرفی زنده است و ویلیام در لباس یکی از کمانداران گروه فین به جست‌وجوی او می‌پردازد.
سفیدبرفی با جلب نظر تروالی که به آن‌ها حمله کرده، جان شکارچی را نجات می‌دهد. آن دو به روستایی ماهیگیری می‌رسند که زنان آن برای در امان ماندن از راونا خود را زشت کرده‌اند. شکارچی پس از آگاهی از هویت واقعی سفیدبرفی، او را به زنان می‌سپارد، اما پس از دیدن حملهٔ افراد فین به روستا، بازمی‌گردد. آن‌ها با هشت کوتوله آشنا می‌شوند. کوتوله‌ای نابینا به نام مویر احساس می‌کند سفیدبرفی تنها کسی‌ست که می‌تواند به سلطنت راونا پایان دهد.
در مسیر، آن‌ها از یک پناهگاه پریان می‌گذرند، اما دوباره مورد حملهٔ فین و افرادش قرار می‌گیرند. در نبردی که درمی‌گیرد، فین، افرادش و یکی از کوتوله‌ها کشته می‌شوند. ویلیام به گروه می‌پیوندد و به سوی قلعهٔ هموند می‌روند. راونا خود را به شکل ویلیام درمی‌آورد و با فریب، سیبی مسموم به سفیدبرفی می‌دهد. ویلیام او را می‌بوسد، اما اتفاقی نمی‌افتد، فقط یک قطره اشک از چشمانش جاری می‌شود.
پیکر سفیدبرفی را به قلعهٔ هموند می‌برند. شکارچی از ناتوانی‌اش در نجات او ابراز تأسف می‌کند و می‌گوید شجاعت و روح او یادآور همسرش سارا است. او سفیدبرفی را می‌بوسد، بی‌آن‌که متوجه شود اشکی دیگر از چشمانش می‌چکد و با این دومین بوسهٔ عشق حقیقی، طلسم شکسته می‌شود. سفیدبرفی بیدار می‌شود و ارتش دوک را برای حمله به راونا رهبری می‌کند.
کوتوله‌ها از راه فاضلاب به قلعه نفوذ کرده و دروازه‌ها را باز می‌کنند تا ارتش وارد شود. میان سفیدبرفی و راونا نبردی درمی‌گیرد. در لحظه‌ای که راونا می‌خواهد او را بکشد، سفیدبرفی از فنونی که شکارچی به او آموخته استفاده می‌کند و خنجر را در قلب راونا فرو می‌برد. با مرگ راونا، صلح به پادشاهی بازمی‌گردد و سفیدبرفی ملکهٔ جدید تِیبر می‌شود.

## بازیگران
- کریستن استوارت در نقش سفیدبرفی
  - رافی کسیدی در نقش کودکی سفیدبرفی
- شارلیز ترون در نقش ملکه بدجنس
  - ایزی میکل-اسمال در نقش ملکه بدجنس جوان
- کریس همسورث در نقش شکارچی
- سم کلفلین در نقش شاهزاده
- وینسنت رگان در نقش دوک هموند
- لی‌لی کول در نقش گرتا
- نوآ هانتلی در نقش شاه ماگنوس، پدر سفیدبرفی
- لیبرتی راس در نقش ملکه النور، مادر سفیدبرفی
- ریچل استرلینگ در نقش آنا
- گرگ هیکس در نقش ژنرال شوالیه سیاه
- آناستازیا هیلی در نقش مادر ملکه بدجنس
- مت بری در نقش پرسی

## تولید

### انتخاب بازیگران
جو راث؛ تهیه‌کننده کار، دربارهٔ دلیل انتخاب استوارت برای نقش سفیدبرفی گفت:
همان‌طور که برای نقش آلیس در فیلم «آلیس در سرزمین عجایب»، جستجوی زیادی انجام دادیم تا بازیگری ناآشنا را استخدام کنیم. برای سفیدبرفی نیز، همین کار را انجام دادیم تا از بازیگری ناشناخته استفاده کنیم. اما هرچه که بیشتر پیش می‌رفتیم، بیشتر متوجه می‌شدم که استوارت شخص مورد نظرمان است و همین دلیل وی را انتخاب کردیم
روپرت ساندرز، کارگردان نیز در مراسم کمیک کان در مورد نحوه انتخاب بازیگران صحبت کرد. وی گفت که همسورث را بعد از دیدن ثور انتخاب کرده است. پیش از همسورث، جانی دپ و هیو جکمن، بازی در این نقش را رد کرده بودند.
همچنین گفته می‌شد که برای نقش ملکه، افرادی چون وینونا رایدر و آنجلینا جولی بازی در این نقش را رد کرده‌اند که ساندرز این موضوع را تکذیب کرد:
برخلاف گفته‌ها، شارلیز (ترون)، اولین و تنها انتخابمان برای این نقش بود و فقط وی را می‌خواستیم که خوشبختانه وی این نقش را قبول کرد